# エルヴィン・フーバー

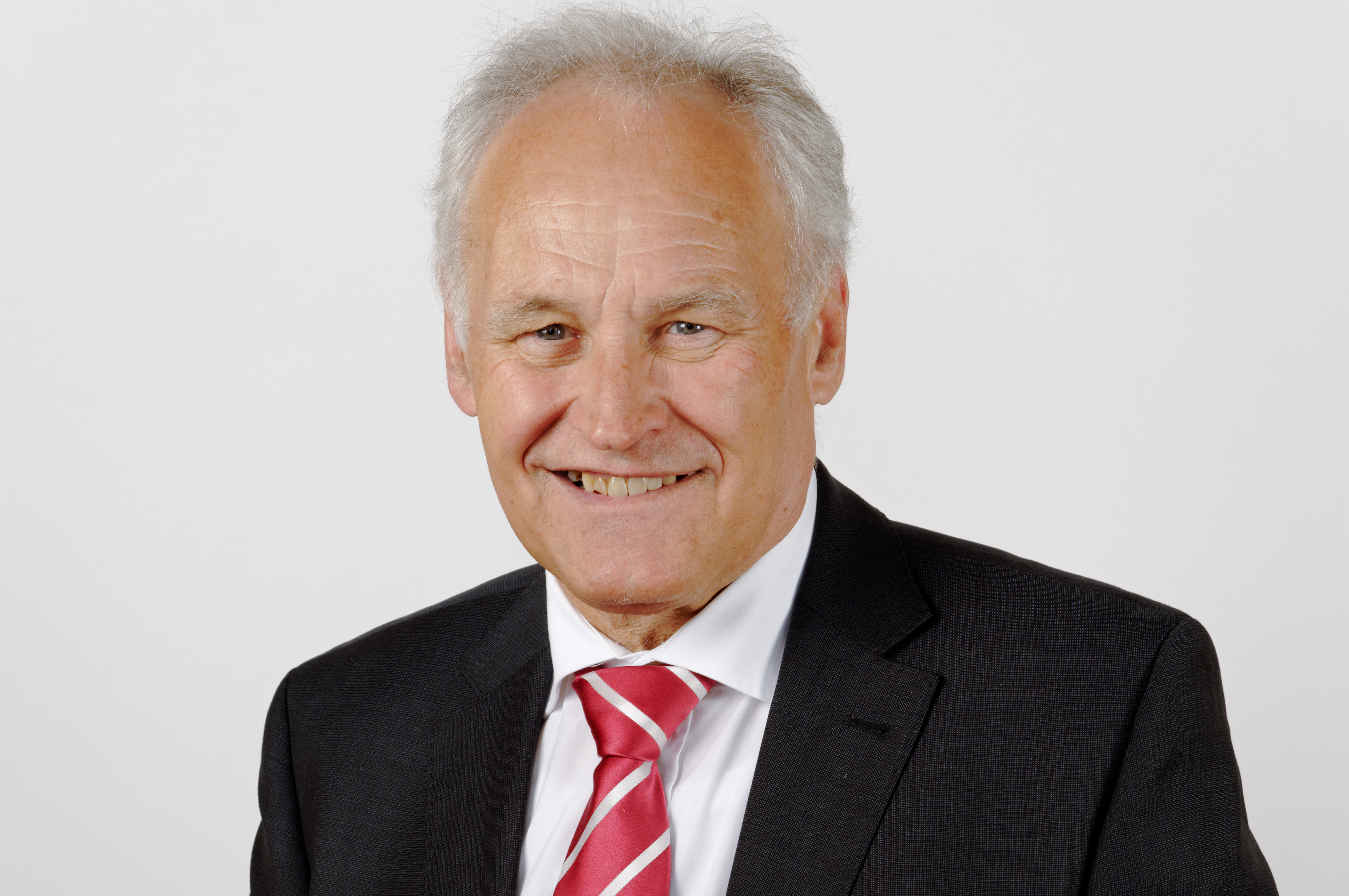
演説するフーバー（2012年）

エルヴィン・フーバー（Erwin Huber, 1946年7月26日 - ）は、ドイツの政治家。所属政党はキリスト教社会同盟 (CSU)。2007年 - 2008年に党首を務める。バイエルン州首相府長官、経済相、財務相を歴任。

## 経歴
1946年バイエルン州ライスバッハ生まれ。実業学校を卒業して中等教育資格修了後、バイエルン州財務省で高等官吏研修を受ける。ディンゴルフィング、ランツフート、ミュンヘンの財務局に勤務。1968年に監察官試験に合格。1969年から1973年までミュンヘンの夜間学校に通いアビトゥーアに合格。ミュンヘン大学で経済学を学び1978年に卒業。夫人との間に二児。宗派はカトリック。
1967年から1983年まで、CSUおよびドイツキリスト教民主同盟 (CDU) の青年組織であるユンゲ・ウニオン (Junge Union) の地区部長。1972年にディンゴルフィング＝ランダウ郡議会選挙に初当選。1978年にバイエルン州議会選挙に初当選し、現在まで議席を維持している。1987年にCSU副事務局長に選出され、翌年から1994年までCSU事務局長。1988年に党執行部入り。1993年より党ニーダーバイエルン地区代表を務める。

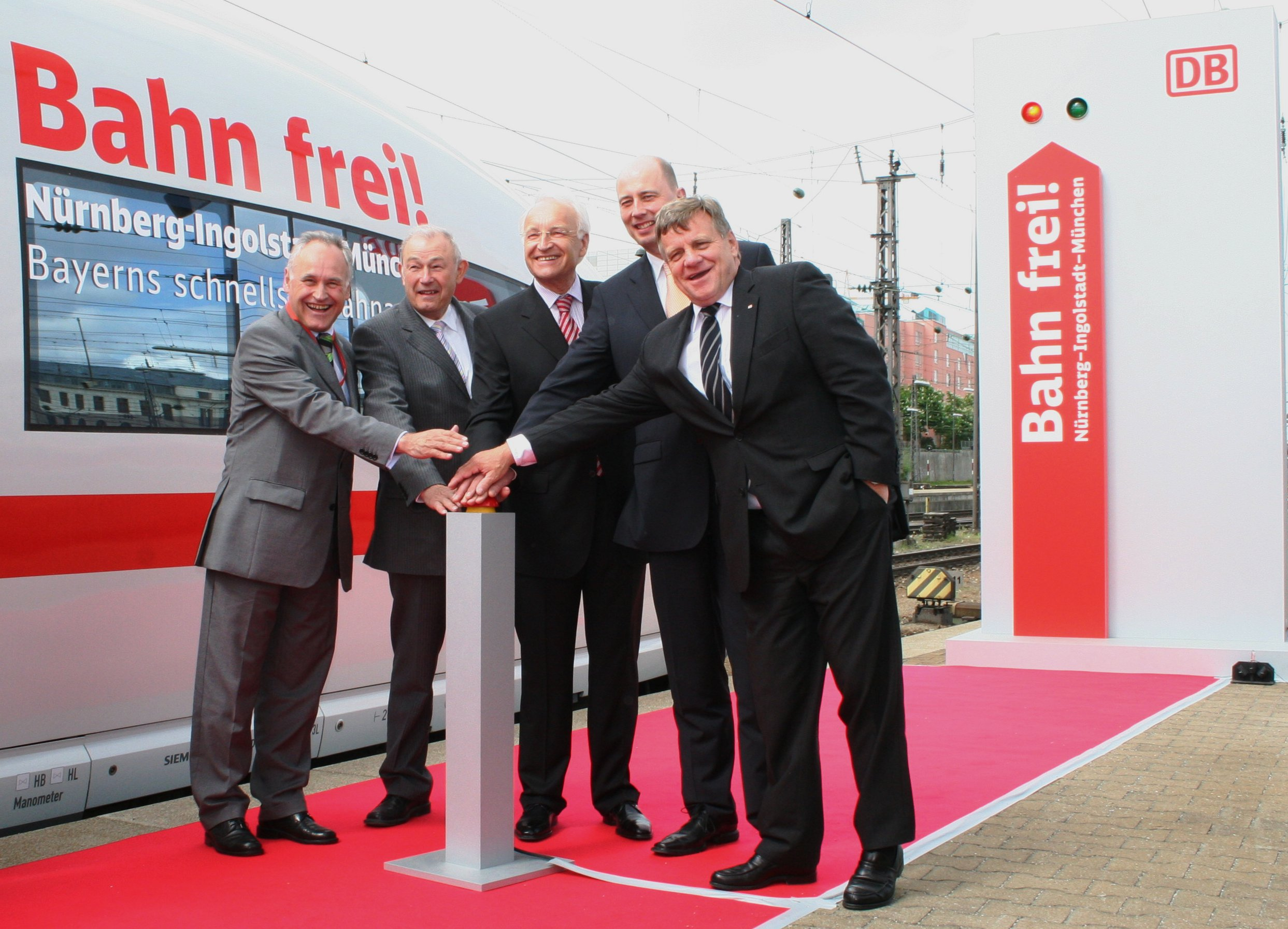
2006年5月13日、ミュンヘン‐ニュルンベルク間のICE開通式でのフーバー経済相（左端）、ギュンター・ベックシュタイン内相、エドムント・シュトイバー州首相、ヴォルフガング・ティーフェンゼー連邦交通・建設相、ハルトムート・メードルンドイツ鉄道総裁

1994年10月、バイエルン州首相府長官としてエドムント・シュトイバー内閣に入閣。1995年から1998年までバイエルン州財務相。1998年から2003年まで首相府長官に復帰し、2003年10月以後連邦担当相・行政改革担当相を兼任。2005年のドイツ連邦議会選挙の際、シュトイバー州首相がアンゲラ・メルケル新内閣に入ることが確実視されたため、ギュンター・ベックシュタイン州内相とともにシュトイバーの最有力後継候補と見られていた。しかしシュトイバーは一転中央政府入りを拒否しバイエルンに留まった。2005年11月からバイエルン州経済・交通相に転じる。

### CSU党首
2007年1月、シュトイバーが州首相およびCSU党首からの勇退を発表、9月27日の党大会で行われた党内投票で58.19%を得て次期党首に選出された。一方後継州首相にはベックシュタインが選出され、ベックシュタイン新首相は10月にフーバーを州財務相に指名した。同職への復帰はおよそ10年ぶりとなる。フーバーは家族政策では保守派ながら経済政策ではリベラルとして知られており、バイエルン州の行政改革では多くの敵を作る一方、アンゲラ・メルケル首相の信頼が厚く、首相府長官への転出を要請されたこともある。
2008年2月、バイエルン州立銀行の危機的財政について知りながら黙っていたとして、（当時自治体選挙が重なっていたこともあり）野党から辞任を要求された。さらに3月にはシュトイバーやフーバーが推進していたトランスラピッド計画が建設費の高騰を理由に中止が決定し、またバイエルン州立銀行が巨額損失を抱えていることが明らかとなり、州議会に調査委員会が設置され、辞任圧力が強まった。
2008年9月28日のバイエルン州議会選挙では、CSUが維持していた単独過半数を割りこみ、責任をとって党首を辞任した。さらに10月の世界的な金融危機の中、バイエルン州立銀行の経営行き詰まりの責任を取ってバイエルン州財務相も辞任した。
2017年10月、2018年に予定されているバイエルン州議会選挙に出馬せず、政界を引退すると発表した。